# 岩瀬洋一郎
岩瀬 洋一郎（いわせ よういちろう、1949年 <昭和24年> 6月1日 - ）は、日本の地方公務員。静岡県企画部長、同副知事、静岡県信用保証協会長を歴任。瑞宝中綬章受章者。

## 人物・経歴
神奈川県横浜市生まれ、静岡県出身、静岡県立静岡高等学校、1973年 静岡大学教育学部卒業。静岡県庁に入庁し、空港部理事、企画部長を経て、2010年 (平成22年) 1月 副知事に就任、川勝平太知事を支えた。2012年3月 川勝知事が実現を目指す副知事3人制を巡って議会が大須賀淑郎と森山誠二を起用する人事案を否決する姿勢を示したことに伴い、それを回避するために副知事を辞任。「部下の人事案が否決されることは耐えられない」と語った。
2013年10月 静岡県信用保証協会会長。

## 栄典
- 2019年11月 令和元年秋の叙勲で瑞宝中綬章を受章[7]